# بخش مرکزی شهرستان کهنوج
بخش مرکزی، یکی از بخش‌های شهرستان کهنوج در استان کرمان ایران است. مرکز این بخش، شهر کهنوج است.

## تقسیمات کشوری
- بخش مرکزی شهرستان کهنوج
  - دهستان نخلستان
  - دهستان کوتک
  - دهستان دهکهان

شهرها: کهنوج و دهکهان

## جمعیت
بر پایه سرشماری عمومی نفوس و مسکن در سال ۱۳۹۵، جمعیت بخش مرکزی شهرستان کهنوج برابر با ۸۴٬۶۰۳ نفر بوده‌است.